# Molecular Oncology
Molecular Oncology is een internationaal, aan collegiale toetsing onderworpen wetenschappelijk tijdschrift op het gebied van de oncologie. De naam wordt in literatuurverwijzingen meestal afgekort tot Mol. Oncol. Het wordt uitgegeven door Elsevier en verschijnt 6 keer per jaar.